# Formosatettix gorapanis
Formosatettix gorapanis är en insektsart som beskrevs av Sigfrid Ingrisch 2001. Formosatettix gorapanis ingår i släktet Formosatettix och familjen torngräshoppor. Inga underarter finns listade i Catalogue of Life.